# Spikskor

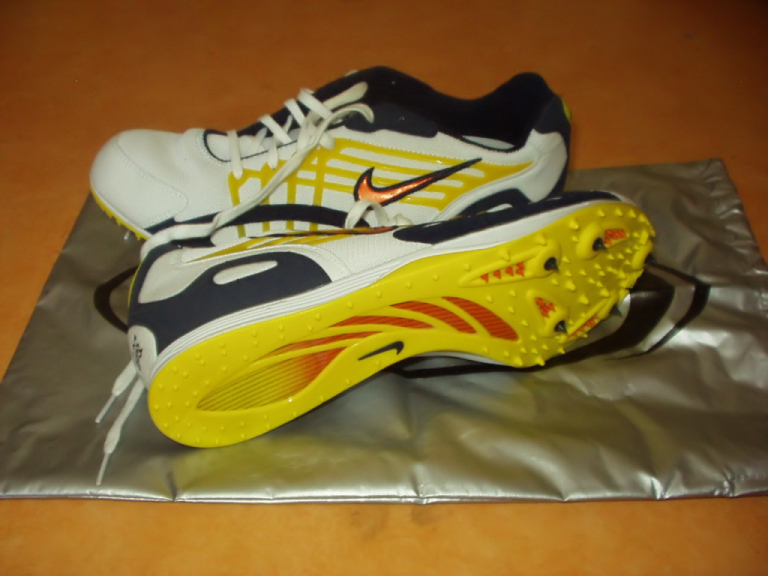
Spikskor

Spikskor är skor med piggar under sulan, för ökat grepp, som används av friidrottare. De finns i flera olika utföranden. Den vanligaste spikskon är "allround" och de finns även i typen "asprint". Det finns olika typer av spikskor beroende på vilken gren man håller på med. Till exempel finns det speciella skor för spjutkastning och andra som lämpar sig för längdhopp.
Spikskor lanserades i Sverige år 1895 av idrottsmannen Isaac Westergren från Gävle.